# Chrysopilus marumbiensis
Chrysopilus marumbiensis är en tvåvingeart som beskrevs av Coscaran 2005. Chrysopilus marumbiensis ingår i släktet Chrysopilus och familjen snäppflugor. Inga underarter finns listade i Catalogue of Life.